# Dmitrij Bolszakow
Dmitrij Iwanowicz Bolszakow (ros. Дмитрий Иванович Большаков, ur. 8 listopada 1921 we wsi Wtoraja Pietrowka obecnie w rejonie kołpniańskim w obwodzie orłowskim, zm. 18 sierpnia 1988 w Doniecku) – radziecki wojskowy, starszy sierżant, Bohater Związku Radzieckiego (1945).

## Życiorys
Urodził się w rodzinie chłopskiej. Miał wykształcenie niepełne średnie, pracował jako ślusarz w kopalni nr 19 w mieście Stalino (obecnie Donieck). Od 1941 służył w Armii Czerwonej i brał udział w wojnie z Niemcami, walczył m.in. w bitwie o Dniepr. Był zwiadowcą 140 gwardyjskiego pułku piechoty 47 Gwardyjskiej Dywizji Piechoty 8 Gwardyjskiej Armii 1 Frontu Białoruskiego w stopniu młodszego sierżanta. 16 stycznia 1945 jako pierwszy wdarł się do wsi Zakrzew k. Warki, gdzie zabił ponad 10 niemieckich żołnierzy. 31 stycznia 1945 wyróżnił się podczas walk o Schwerin an der Warthe (obecna Skwierzyna), gdzie został ranny, mimo to nie opuścił pola walki. 24 marca 1945 w walkach na południe od Kostrzyna zniszczył dwa niemieckie czołgi. Po wojnie został zdemobilizowany w stopniu starszego sierżanta. Pracował w Doniecku w kombinacie i truście węglowym. Od 1947 należał do WKP(b).

## Odznaczenia
- Złota Gwiazda Bohatera Związku Radzieckiego (31 maja 1945)
- Order Lenina
- Order Rewolucji Październikowej
- Order Wojny Ojczyźnianej I klasy
- Order Czerwonego Sztandaru Pracy
- Order Sławy II klasy
- Order Sławy III klasy
- Medal „Za Odwagę” (ZSRR)
- Medal „Za zwycięstwo nad Niemcami w Wielkiej Wojnie Ojczyźnianej 1941–1945”
- Medal „Za wyzwolenie Warszawy”
- Medal „Za zdobycie Berlina”
- Medal „Weteran pracy”
- Krzyż Walecznych (Polska Ludowa)